# Мокржецький Сигізмунд Олександрович
Сигізму́нд Олекса́ндрович Мокрже́цький (пол. Zygmunt Atanazy Mokrzecki; інколи помилково Мокрецький) — ентомолог, фітопатолог і громадський діяч, життя якого тісно пов'язане із Україною, Росією та Польщею. Доктор філософії, професор Таврійського університету, ентомолог Таврійського губернського земства, зав. кафедри Природничого університету у Варшаві. Ініціатор та організатор розгалуженої служби захисту рослин у Польщі. Фундатор і перший (пожиттєвий) голова Польської ентомологічної спілки.

## Біографія
Народився 2 травня 1865 року у родині шляхтичів у маєтку Дітрики Білогрудської волості Лідського повіту Віленської губернії, Російська імперія) (нині село Дзітрики Лідського району Гродненської області Білорусі). Мати померла під час пологів, тож малюка забрали на виховання його батьки, що жили поблизу — Ґерцилія, уроджена Нарбутт, та Вінцент Машевський. Ймовірно, інтерес до природи виник у маленького Зігмунта під впливом бабусі, яка зналася на збиранні трав та лікуванні ними.
Зігмунт вчився у повітовій школі у Ліді, потім — у Віленській реальній гімназії (1879—1884). Її диплом не давав можливості поступати до університету, отже підліток став студентом Санкт-Петербурзького лісового інституту (1884). Тут під керівництвом відомого зоолога М. О. Холодковського він зробив перші кроки у галузі ентомології: збирав колекції, робив доповіді тощо. Він зацікавився впливом людини на природу і це обумовило вибір теми його дипломної роботи: "Про облаштування степових лісів у Великоанадольському лісництві. По закінченні інституту (1890) він одержав диплом лісівника 2-го ступеню.
У 1894 році Мокржецького прийняли до Польського товариства натуралістів імені Коперника (Львів) та Польського краєзнавчого товариства (Варшава). Вчений підтримував стосунки із М. Ломницьким, директором Музею імені Дідушицьких у Львові, а також листується із знаним природознавцем, львівянином Бенедиктом Дибовським.
Два роки він працював у Харківському управлінні державного майна і одержав чин помічника лісничого. Він вирішив спеціалізуватися в ентомології й зоології і прослухав відповідні навчальні курси у Харківському університеті, у 1890—1892 роках працював приватним асистентом професора-зоолога О. Ф. Брандта. На прохання ентомолога В. Ярославського збирав комах у Зміївському та Ізюмському повітах Харківщини. У 1892 році з'являється перша наукова праця молодого лісівника — щодо екології соснового шовкопряду в лісництвах Харківської губернії.
Протягом двох років він працював таксатором у державних лісництвах півдня: якийсь час поблизу Катеринослава, потім — у Симферополі.
Наступного року Таврійське губернське земство першим в Росії започаткувало посаду губернського ентомолога. За клопотанням Харківського університету її обійняв Сигізмунд Мокржецький. Він виявив себе енергійним, працелюбним робітником, кваліфікованим науковцем, вмілим організатором. У 1911 році його нагородили орденом Св. Станіслава III ступеня. У 1915 році він як можновладець мав ранг статського радника, що відповідав посаді віце-губернатора. Плідний період його наукової та громадської діяльності в Криму тривав аж до подій 1917—1920 років. За цей час вийшли друком понад 200 його публікацій — в середньому сім робіт щороку!
Коли на завершальному етапі Громадянської війни (1920) врангелевські війська під тиском Червоної Армії почали полишати Крим, Мокржецький разом з донькою морем дістається Константинополя (Туреччина). За кілька місяців до них приєднався нещодавній мічман Мокржецький-молодший. Усі архіви й колекції науковця лишилися в Симферополі.
Вчений мав ділові пропозиції від установ декількох країн, але вирішив їхати з донькою та її чоловіком — до Югославії. Ентомолог працював у коледжі в Белграді, потім у Мариборі. Він прагне оселитися і працювати у Польщі, і поки друзі шукають можливості для цього, 1 березня 1921 року обіймає посаду інспектора при міністерстві сільського господарства Болгарії. Він досліджує шкідників олійних троянд і комірних запасів риса, тютюну, родзинок тощо. Протягом півроку виходять друком сім його наукових публікацій.
1 січня 1922 року Сигізмунд Мокржецький повертається на батьківщину своїх пращурів. Його призначають екстраординарним, а три місяці по тому — ординарним (повним) професором Природничого університету (Szkoła Główna Gospodarstwa Wiejskiego) у Варшаві. Згодом він очолив у ньому кафедру й Інститут ентомології та охорони лісів у місті Скерневиці. У 1923 році у Львові вченого обрали першим президентом Польского ентомологічного товариства. Згодом він став членом-кореспондентом Чехословацької землеробської академії, почесним членом Американського товариства прикладних ентомологів.
У 1935 году С. Мокржецький завершив трудовий шлях, а 3 березня 1936 року він помер. Похований вчений на знаменитому Повонзківському цвинтарі у Варшаві.

### Родина

Герб Остоя, яким користувалися шляхтичі Мокржецькі

- Батько — Олександр Мокржецький (пол. Alexander Mokrzecki; 1816—1880)
- Мати — Камілла Мокржецька, до шлюбу Нарбут-Машевська (пол. Kamilla Narbutt-Maszewska; 1832-2.2.1865)[6]
- Брат — Стефан Мокржецький (пол. Stefan Mokrzecki;1862—1932), генерал-хорунжий армії Української держави (1918) та дивізійний генерал Війська Польського[7]
- Брат — Адам Олександрович Мокржецький (пол. Adam-Wincenty Felicjan Mokrzecki; 1856—1921), дивізійний генерал Війська Польського (докладніше про нього дивись[8])
- Брат Винсент Мокржецький (пол. Wincenty Mokrzecki), суддя у Вільнюсі[9]
- Син — Віктор Мокржецький (1893-?)
- Донька — Марія Мокржецька, у шлюбі de Schöne (1896-?)

Відомостей про дружину С. О. Мокржецького немає, за деякими даними подружжя розлучилося у 1919 році[джерело?].

## Наукова робота
Основний напрямок досліджень С. Мокржецького — захист рослин: вивчення видового складу, поширення і екології комах, життєвий цикл яких пов'язаний із культивованими рослинами, і розробка способів захисту цих рослин.
Об'єктами його досліджень були комахи — фітофаги хлібних злаків, бобових, плодових дерев, ягідних культур, винограду, овочів, кормових трав, тютюну, троянди, шафрана, декоративних рослин, лісових деревинно-чагарникових порід. Він вивчав десятки видів: лучного метелика, яблуневу міль, яблуневу плодожерку, совок — гамму, соснову і стеблову, грушового пильщика, тютюнового трипса, короїдів, філоксеру, кров'яну та кореневих попелиць, сарану, польового цвіркуна, гессенську муху, клопа шкідиву черепашку, жуків — хрущів, тютюнового і малинового жуків, довгоносиків люцернового скосаря і квіткоїдів, златок та багато інших.
Одним з перших в Росії він звернув увагу на біологічний захист рослин. Досліджуючи екологію шкідників, він вивчав коло їх природних ворогів і розробляв рекомендації по використанню комах, бактерій, грибів для захисту рослин. Він налагоджував лабораторне розведення комах-паразитів шкідливих видів. В 1907 році було укладено угоду про експорт розведених ним корисних паразитичних комах до США. Рівень досліджень діяльності Мокржецького високо оцінив знаний американський фахівець Ліленд Говард, який гостював у вченого у Криму (1907), а згодом — у Польщі (1927).
Значну частину польового сезону він проводив у виїздах та експедиціях, обстежуючи вогнища масового розмноження комах, надаючи практичні коснсультації по всій Таврійській губернії і далеко за її межами (дивись, наприклад. У 1907 році він одержав 308 запитів і запрошень з 40 губерній Росії.
Цікавими є його досліди по введенню хімічних речовин безпосередньо в тканини живих рослин для їх захисту та підживлення. Використання з цією метою отрутохімікатів дала негативні наслідки тому що тодішні пестициди мали високу токсичність для рослин. А ось введення солей заліза у дерева, хворі на хлороз, забезпечувало їх одужання. Ефективним виявилося й позакореневе лікування деяких інших хвороб. За ці дослідження Мокржецького було нагороджено великою золотою медаллю Головного управління землеробства на Акліматизаційній виставці (Москва, 1908). Взагалі, Мокржецький, ентомолог за фахом і посадою, був, власне, ще й фітопатологом: досліджував хвороби рослин, які викликані не лише комахами, а й іншими організмами — бактеріями, грибками, нематодами, молюсками, гризунами тощо. Є в нього й праці, присвячені власне рослинам — паразитичному вовчку, медоносам.
У сферу інтересів вченого входили також проблеми захисту лісу, фізіології рослин, бджолярство, шовківництво. У його доробку — статті про птахів, фенологію природи Криму вплив заморозків на сади, якість кримської колодязної води та інші.
У 1934 він описан новий рід комах Mokrzeckia з родини Pteromalidae, а дещо раніше, разом з аргентинським ентомологом А. О. Оглобліним описав новий вид Gryon howardi (Mokrzecki & Oglobin 1931).. Всього ним описано як нових для науки понад десять видів та підвидів комах.
Інтереси С. О. Мокржецького не обмежувалися суто професійними. Активна й допитлива людина високої освіченості і культури, він цікавився філософією, художньою літературою, мистецтвом, історією, краєзнавством, архітектурою. Член Таврійської архівної комісії, він на одному з її засідань зробив доповідь на тему «Археологія і природознавство» (1912).

### Публікації
С. О. Мокржецький є автором приблизно 300 публікацій. Більшість з них вийшла друком, коли він працював у Симферополі губернським ентомологом. Звийчано це були невеличкі брошури, з конкретними описами й порадами. Він регулярно видавав річні звіти про свою роботу і ситуацію із захистом рослин у губернії. Звичайно вони мали стандартну назву: "Вредные животные и растения в Таврической губернии по наблюдениям 1900 года: (Приложение к отчету Таврического губернского земского энтомолога за … год) і чималий обсяг. Наприклад, до свого звіту за 1903 рік він видав таку книжечку-додаток обсягом 95 сторінок.

Автограф С. О. Мокржецького

Його статті та повідомлення охоче друкували російські (згодом польські) та закордонні видання: «Журнал прикладной энтомологии», «Русское энтомологическое обозрение», «Лесной журнал», «Записки Императорского общества сельского хозяйства Южной России», «Плодоводтво», «Промышленное садоводство и огородничество», «Zeitschrift fur wussenschaftliche Insektbiologie», «Zeitschrift fur Pflanzenkrankheiten», «Allgemeine Zeitschrift fur Entomologie» та інші.
Друкована продукція губернського ентомолога користувалася неабияким попитом: адже вона була підсумком реальних досліджень, містила конкретну й корисну інформація по захисту рослин і викладена без наукоподібної зарозумілості. «Энтомологический календарь для садоводов» перевидавався чотири рази на російській (Симферополь, видавництво Сінані, 1900—1913), він був переведений на французьку, грузинську, болгарську. Чотири видання витримала й монографія про лучного метелика Третє видання останньої вийшло друком у Санкт-Петербурзі (1902) і комітет Музею прикладних знань відзначив його премією Д. А. Наумова, про що повідомлялося на титулі 4-го видання..
Величезна кількість і різноманіття публікацій, їх розпороженість по виданнях, роках та країнах, де вони виходили, утруднюють складання повного переліку робіт С. О. Мокржецького. Найповніші зведення:
- Список печатных трудов Сигизмунда Александровича Мокрецкого по прикладной энтомологии за период времени с 1892 г. по 1902 г. — Симферополь, 1902. — 23 с. (рос.)
- Богданов-Катьков Н. Н. Русская литература по прикладной энтомологии / Н. Н. Боганов-Катьков. — Л.: Гос. Изд., 1924. — 224 с. (рос.)
- Łomnicki W. Spis publikacyj prof. Zygmunta A. Mokrzeckiego // Pol. Pismo Ent. — 1927. — r. IV, zesz. 1–2. — S. 11-30. (пол.)
- Czyżewski, J. A. Zygmunt Mokrzecki znakomity entomolog polski // Polski Związek Entomologiczny. — 1937. — 80 s.https://www.zin.ru/animalia/coleoptera/pdf/czyzewski_1937_about_mokrzecki.pdf [Архівовано 12 серпня 2016 у Wayback Machine.] (с. 52-56 — повний перелік публікацій після повернення до Польщі, 1922—1936).

## Науково-організаційна та популяризаторська діяльність
За ініціативи Сигізмунда Олександровича було створено ентомологічні товариства у Києві та Херсоні. Він вів курси де готували садівників-інструкторів, читав лекції для садівників та вчителів агрономічних шкіл. У 1896 році за ініціативи ентомолога у Симферополі відкрили перший в Росії земський склад, де продавали хімічні засоби захисту рослин.
Під час поїздок та експедицій він збирав численні колекції комах, рослин, мінералів, гірських порід, палеонтологічних знахідок. За перші два роки роботи в Криму утворилося чимале зібрання, яке за браком місця зберігалося на приватній квартирі. Наполегливі клопотання вченого знайшли відгук: у 1895 році у флигелі губернської управи відкрився ентомологічний кабінет, де розмістося усе зібране. У 1899 році воно стало основою для природничо-історичного музею Таврійського земства. Мокржецького призначили його директором, тут проводилися лекції, екскурсії. В 1913 році музей влаштував власну експозицію на Всеросійській выставці плодівництва в Санкт-Петербурзі та був відзначений нагородою — «вазою спадкоємця цесаревича». С. О. Мокржецького нагородили двома золотими медалями — за організацію роботи музею і наукові праці.
В 1910 році, в значній мірі — завдяки діяльності Мокржецького народилося Кримське товариство натуралістів і любителів природи, очолюване Сігізмундом Олександровичем протягом перших п'яти років існування. Воно проводило природничі та етнографічні експедиції, екскурсії та лекції, збирало колекції, документи. Товариство видавало власний збірник праць (редактор — С. О. Мокржецький), публікувало річні звіти.
У енциклопедичному за змістом путівнику, виданому Товариством, Мокржецький написав нарис про фауну Криму.
В 1913 році С. О. Мокржецькому — великому ентузіастові садівництва в Криму — вдалося організувати помологічну дослідну станцію «Салгірка» у колишньому маєтку князя М. С. Воронцова. Ця будівля (із колонами та сплячими левами зараз знаходиться на території ботанічного саду поруч із головним корпусом Таврійського університету. У ньому розташовувався робочий кабінет С. Мокржецього, лабораторії: помологічна, мікологічна, ентомологічна, хімічна, гідрологічна. На дослідній станції створили акліматизаційний сад, працювала метеостанція, школа садіництва, виноградарства, овочівництва. Поруч збудували приміщення для робітників і будинок самого Мокржецькогою. Тут він приймав відомого вченого В. І. Вернадського, який тоді жив у Криму і очолював комісію з вивчення виробничих сил півостріва. На станції працював знаний український селекціонер, близький друг Мокржецького Л. П. Симіренко.
С. О. Мокржецький разом з іншими кримськими дослідниками доклав чимало зусиль для створення на півострові університету. Коли виш відкрився, вчений став його викладачем (1916 — доцент, 1918 — професор ентомології на агрономічному факультеті). У 1918 році університет надав йому звання доктора філософії honoris causa.
Влітку 1917 року, коли на країну насунулась політична та економічна криза, він разом з професором ботаніки М. І. Кузнєцовим створив і очолив Таврійську наукову асоціацію (ТНА). Вона об'єднала понад 50 організацій, що мали на меті захищати й рятувати наукові й історичні цінності, пам'ятки історії та культури Криму в умовах кризи та занепаду. ТНА стала посередником між науковими інституціями й владою.
Після еміграції з Росії (1920), працюючи півроку у Болгарії, він переймається створенням державної служби захисту рослин у цій країні. Профессор став ініціатором організації аналогічної служби у Польщі. У 1923 році він зібрав 1-й з'їзд
ентомологів і фітопатологів, на якому обрали комітет захисту рослин (на чолі з Мокржецьким). У 1927 році
він зібрав конференцію, що прийняла важливі рекомендації щодо створення мережі державних станцій із захисту рослин у Польщі.
Для Мокржецького-вченого характерна не лише підготовка рекомендацій для практики, а й енергійна діяльність по запровадженню їх у життя. Наприклад, у 1922 році він досліджував екологію короїда-типографа у Біловезькій пущі і розробив заходи боротьби з ним. Наступного року міністерство сільського господарства та держмайна доручило йому налагодити боротьбу із короїдом в польських Татрах. Оскільки у суміжних чехословацьких Татрах ситуація була гіршою, Мокржецький влаштував польсько-чехословацьку конференцію аби об'єднати зусилля вчених двох країн.
В 1923—1925 роках угіддя Польщі страждали від масового розмноження злакової мухи. Вивчивши за докучення міністерства сільського господарства життєвий цикл шкідника, вчений переконав урядовців у необхідності використати авіацію для обробки інсектицидами великих площ. Влітку 1925 року цей піонерський на ту пору метод довів свою ефективність. Польща (разом з Канадою та Німеччиною) ввійшла в число країн, які застосували авіаоборобки для захисту рослин.

## Пам'ять
Іменем Мокржецького названо чимало видів і підвидів комах, більша частина яких знайдена ним та передана для визначення іншим ентомологам: кримський жук, ендемік України Dorcadion ciscaucasicum mokrzeckii Jakovlev, 1902; жуки-Златки Chrysobothris mokrzeckii Obenberger, 1928 і Agrilus communis mokrzeckii Obenberger, 1927; жук ковалик Alcimathous mokrzeckii (Lomnicki, 1923); Їздці Gonophonus mokrzeckii Kokujew, 1902, Telenomus mokrzeckii Ogloblin, паразит сливового пильщика Microbracon mokrzeckii (Niezabitowski, 1927), паразит попелиць Ablerus mokrzeckii (Novicki, 1926), метелик п'ядун Larentia alchemillata mokrzeckii Prüffer та інші.